# Viby Bibliotek
Viby Bibliotek eller Viby Folkebibliotek er et bibliotek i Aarhus beliggende i Viby.
Viby Bibliotek blev blev tegnet af arkitekt Charles K. Gjerrild indviet i 1956 og kunne fejre 50 års jubilæum den 30. august 2006, og 60 års jubilæum i 2016.
Indtil 2008 havde Viby en nærpolitistation i samme bygning, men denne er nu erstattet af borgerservice.